# Ginetta G15

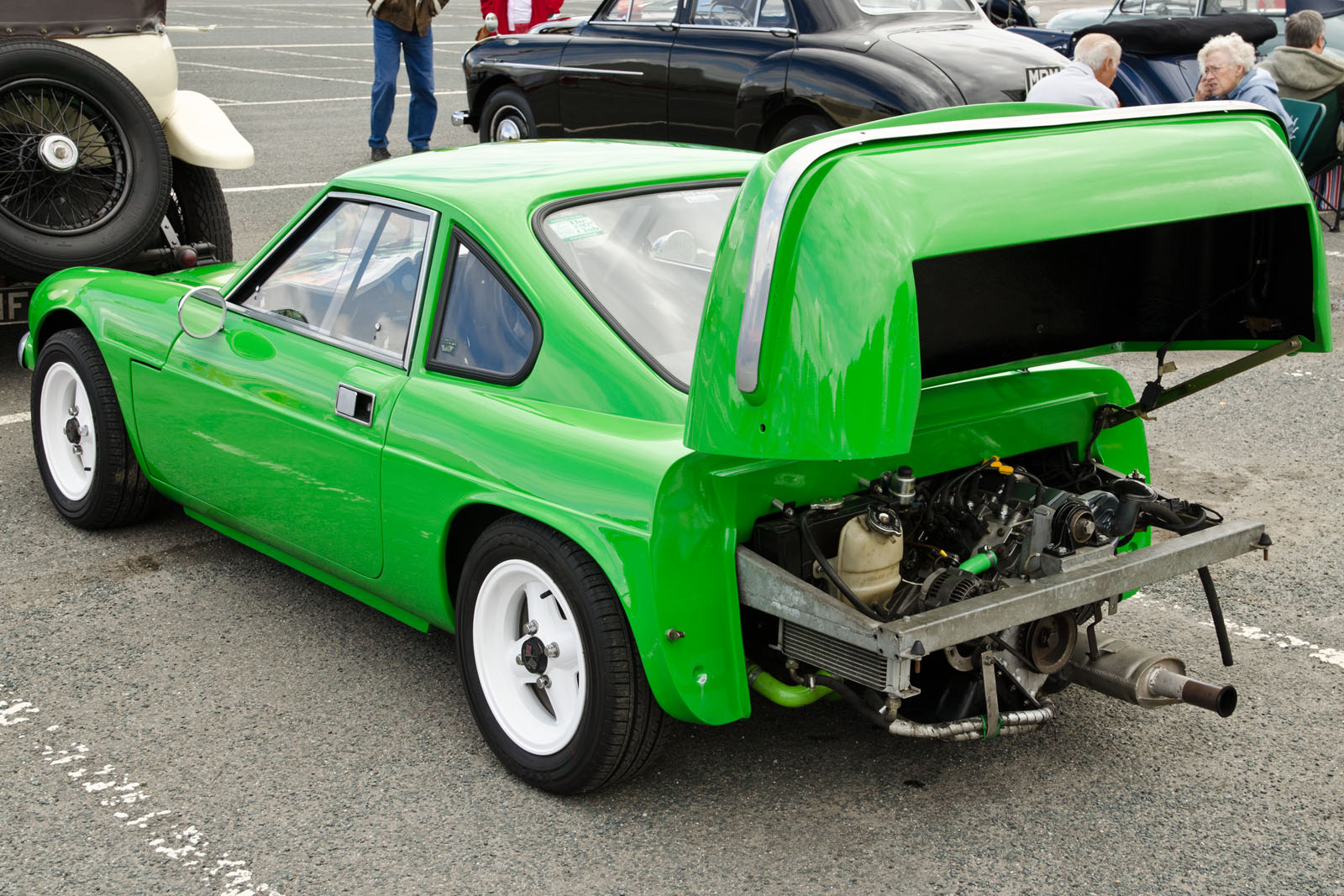
Ginetta G15 (1974)

Ginetta G15 — двухместный заднемоторный спортивный автомобиль, выпускавшийся с 1968 по 1974 год британской компанией Ginetta Cars.

## Описание
Первый прототип G15, окрашенный в «белый цвет лунного камня», был представлен в 1967 году на выставочном центре Эрлс-Корт в Лондоне. Поскольку установленный сзади радиатор охлаждения Sunbeam Imp первых нескольких автомобилей иногда перегревался, версия Mk II 1969 года выпуска имела передний радиатор с электрическим вентилятором. Интерьер получил пересмотренную приборную панель с датчиками Smiths и AC, а также улучшенную раму из стальных труб и сиденья в форме стекловолокна. Обогреватель и стеклоочиститель устанавливались опционально. В 1970 году MK III получил увеличенные задние окна фонарей. К 1974 году было выпущено около 800 экземпляров.